# Серек-Куль
Серек-Куль — водохранилище в Баймакском районе у истоков реки Таналык. Образовано запрудой на западной оконечности озера Сарыкуль.

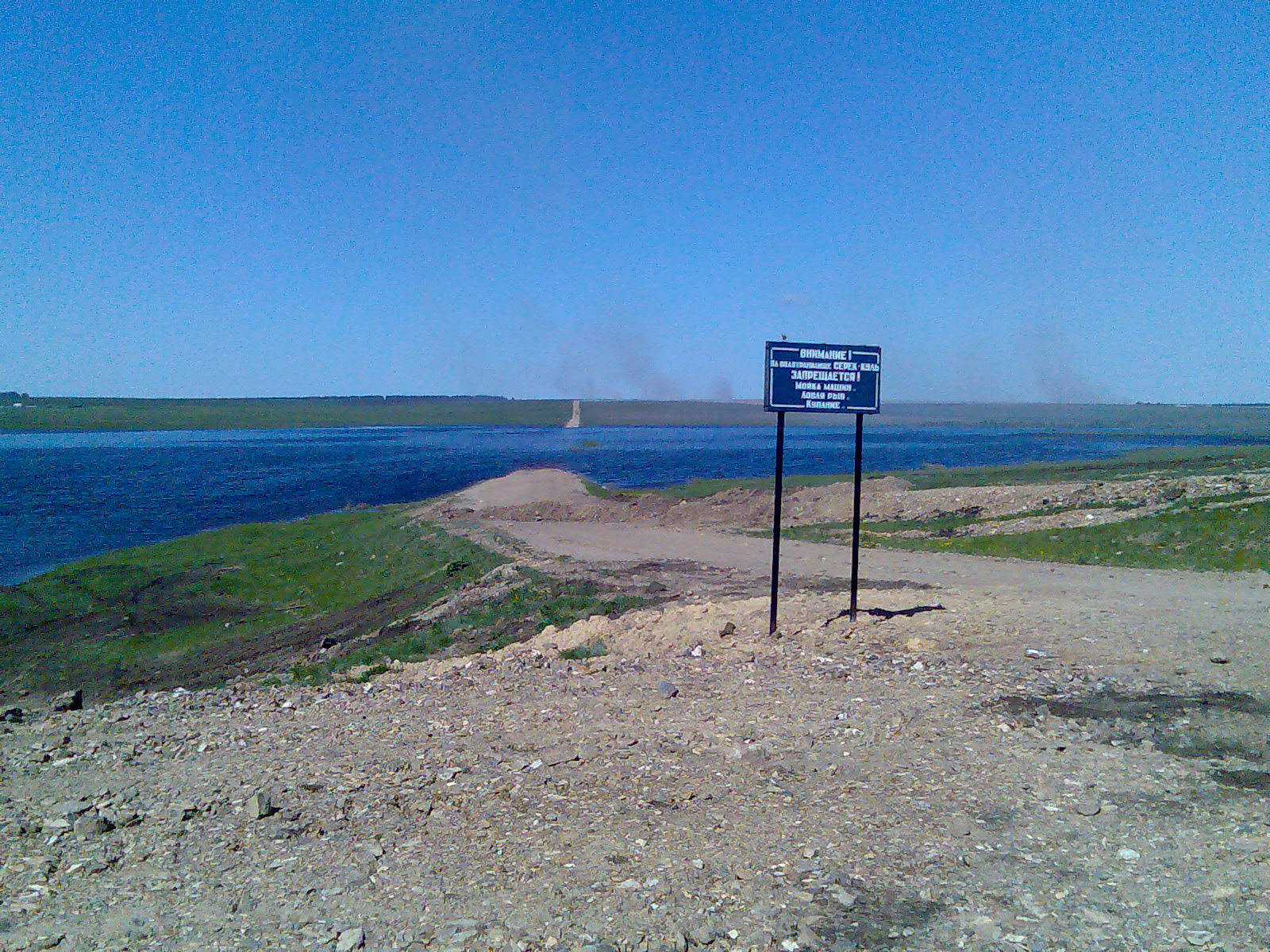
Инфо-табличка у Серек-Куль

Строительство водохранилища началось летом 2006 года и ведется ФГУ «Управление „Башмелиоводхоз“», ожидаемый объём водохранилища — 18 млн м³. По состоянию на 23 марта 2015 года, водохранилище не введено в эксплуатацию.
Площадь водной поверхности составляет 250 га, объём — 9,8 млн м³. Гидротехнические сооружения водохранилища относятся к IV классу опасности.
Располагается на высоте 520 метров над уровнем моря в предгорьях Ирендыка у хребта Сактау на стыке границ Бекешевского, Мерясовского и Нигаматовского сельсоветов, в 5 км юго-восточнее озера Талкас.
11 ноября 2006 на строительстве водохранилища побывал Президент Республики Башкортостан М. Г. Рахимов.
По поводу названия высказывались отрицательные замечания:

 директор турбазы «Озеро Графское» А. А. Юсупов:
— Как человек, конкретно занимающийся организацией досуга людей на берегу водоёма, хочу выразить своё мнение по поводу строительства «Сереккульского» водохранилища. Меня больше волнует название будущего водоема. С какой гордостью в будущем можно будет рекламировать озеро с изначально подмоченной репутацией. Ведь Серек-Куль переводится как гнилое озеро. При определении имени будущего «младенца» следовало бы подойти к этому делу ответственно с учётом географии, истории и будущего назначения водоёма. Не зря говорят, что имя определяет судьбу ребёнка. Эту истину, я думаю, можно применить и в отношении озера.
— 